# جيانكارلو سيكاريلي
جيانكارلو سيكاريلي (بالإيطالية: Giancarlo Ceccarelli)‏ هو لاعب كرة قدم إيطالي في مركز الوسط، ولد في 31 أغسطس 1956 في فراسكاتي في إيطاليا. لعب مع أولبيا كالسيو 1905 ونادي أفيلينو ونادي بريشيا ونادي لاتسيو.